# J. F. Gerhard Goeters
Johann Friedrich Gerhard Goeters (* 1. April 1926 in Bonn; † 20. August 1996 ebenda) war ein deutscher reformierter Theologe und Kirchenhistoriker.

## Leben
Goeters wuchs als Sohn des Kirchenhistorikers Wilhelm Gustav Goeters in Bonn und Münster auf. Nach Wehrdienst und Kriegsgefangenschaft, während der er in dem von Birger Forell gegründeten Studienlager Norton Camp seine Abiturprüfung ablegte, studierte er ab 1948 Evangelische Theologie in Bonn, Göttingen, Tübingen, Zürich und Basel und wurde 1957 in Zürich (bei Fritz Blanke) mit einer Arbeit über den Spiritualisten und Antitrinitarier Ludwig Hätzer zum Dr. theol. promoviert. Als Mitarbeiter am Institut für Evangelisches Kirchenrecht in Göttingen war er an der Edition der evangelischen Kirchenordnungen des 16. Jahrhunderts beteiligt und habilitierte sich 1963 mit einer Arbeit über die Kirchenordnungen der Kurpfalz (1969 publiziert) an der Universität Bonn im Fach Kirchengeschichte. 1967 wurde er an die Universität Münster berufen. 1970 kehrte er nach Bonn zurück, wo er als Nachfolger Ernst Bizers die Professur für Neuere Kirchengeschichte übernahm, die er bis zur Emeritierung 1991 innehatte. Im akademischen Jahr 1974/75 und vom Wintersemester 1985/86 bis zum Wintersemester 1987/88 amtierte er als Dekan der Evangelisch-Theologischen Fakultät, seit 1986 im Streit der Bonner Universität mit der Landesregierung um eine neue Universitätsverfassung als von der nordrhein-westfälischen Ministerin für Wissenschaft und Forschung Anke Brunn eingesetzter Staatskommissar.
Schwerpunkte seiner Forschung waren die Geschichte der Evangelischen Kirche im Rheinland (wo er auch als Mitglied der Landessynode fungierte), die Geschichte der Reformation und hier insbesondere der Täufer, des Pietismus, der preußischen Union und der Reformierten in Deutschland. Gemeinsam mit dem mennonitischen Theologen Heinold Fast entdeckte Goeters 1955 in der Burgerbibliothek Bern das sogenannte Kunstbuch, eine im 16. Jahrhundert von Jörg Probst Rotenfelder zusammengestellte Schriftensammlung der frühen Täuferbewegung.
Seit 1968 war Goeters ordentliches Mitglied der Historischen Kommission für Westfalen. 1985 bis 1996 gehörte er dem Ständigen Ausschuss für Kirchenordnung und Rechtsfragen der Rheinischen Landessynode an.
Goeters war verheiratet und hatte drei Töchter. Sein Bruder Hermann Schürhoff-Goeters (* 1928), Apotheker in Mönchengladbach-Rheydt, war seit 1987 langjähriges Mitglied der Kirchenleitung der Evangelischen Kirche im Rheinland und einer ihrer Vertreter im Aufsichtsrat der Bank für Kirche und Diakonie.

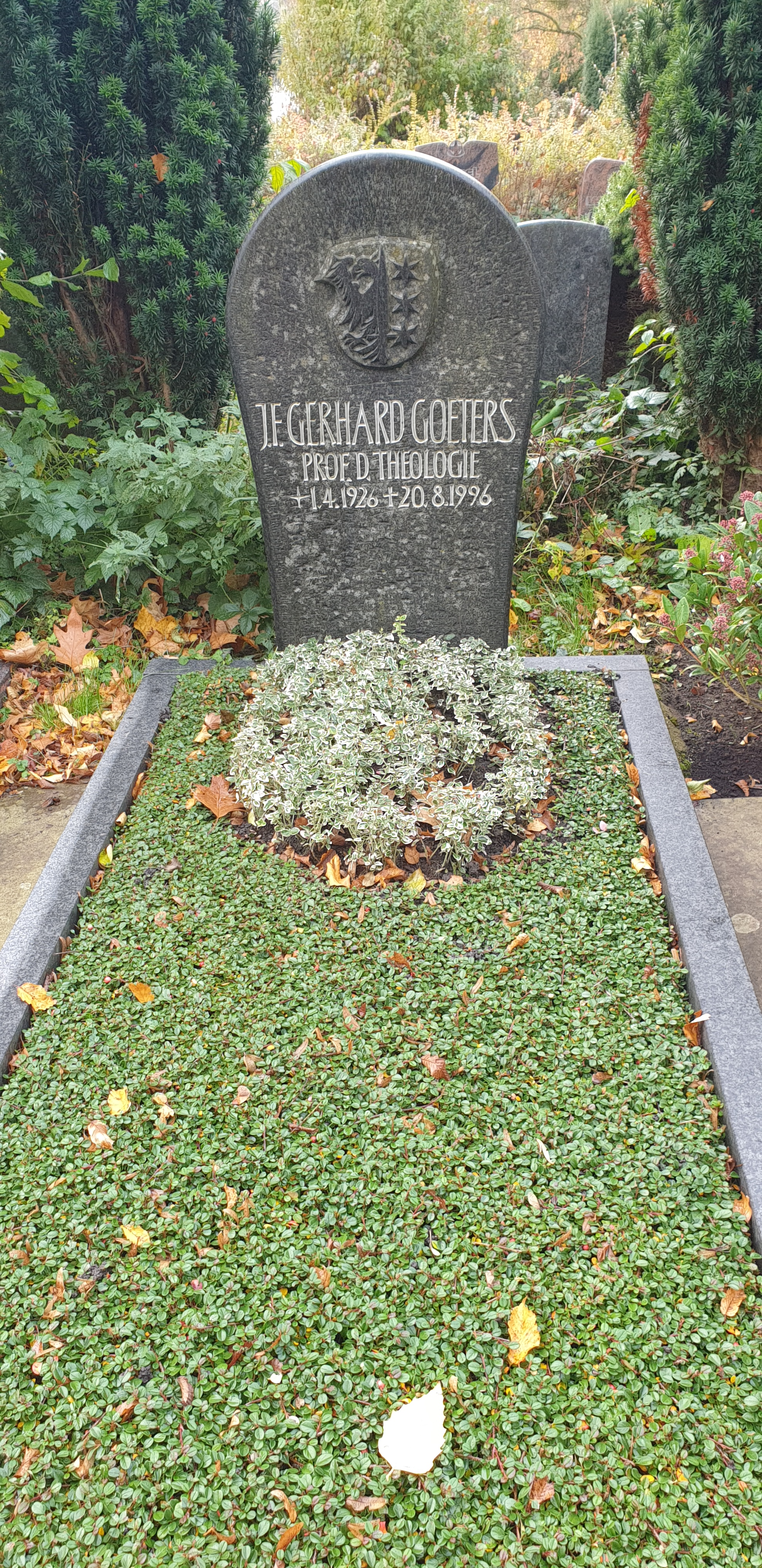
Grab von Gerhard Goeters auf dem Bonner Südfriedhof

## Trivia
Goeters hatte keinen Führerschein. Auf seinen Exkursionen am Niederrhein war er meistens mit dem Fahrrad unterwegs.
Erst mit 30 Jahren wurde er in der Studentenverbindung Bonner Wingolf aktiv. Als „Doc Goeters“ war er ein beliebter Festredner.
Er engagierte sich sehr für das Evangelische Studienhaus Adolf-Clarenbach-Haus.
Seine Vorlesung zur Rheinischen Kirchengeschichte, die er in der Tradition seines Vaters eine Stunde vor dem allgemeinen Vorlesungspogramm um 8 Uhr c. t. terminierte, begann Goeters stets mit der Verlesung von Losung und Lehrtext.

## Goeters-Preis
Seit 2001 vergibt die Gesellschaft für die Geschichte des reformierten Protestantismus alle zwei Jahre den J. F. Gerhard Goeters-Preis für eine hervorragende deutschsprachige Dissertation oder Habilitation zu einem Thema der Geschichte des reformierten Protestantismus.

## Hauptwerke
- Ludwig Hätzer (ca 1500 bis 1529): Spiritualist und Antitrinitarier. Eine Randfigur der frühen Täuferbewegung. 1957.
- Die Beschlüsse des Weseler Konvents von 1568. 1968.
- Die Akten der Synode der Niederländischen Kirchen zu Emden. Vom 4.–13. Okt. 1571. 1971.
- Die Geschichte der Evangelischen Kirche der Union. Ein Handbuch, 3 Bände. Hrsg. gemeinsam mit Joachim Rogge. 1992–1999.
- Der reformierte Pietismus in Deutschland 1650–1690. In: Geschichte des Pietismus Bd. 1, 1993, S. 241–277.
- Der reformierte Pietismus in Bremen und am Niederrhein im 18. Jahrhundert. In: Geschichte des Pietismus Bd. 2, 1995, S. 372–427.
- Studien zur niederrheinischen Reformationsgeschichte (hg. v. Dietrich Meyer). 2002 (mit Bibliographie).
- Beiträge zur Union und zum reformierten Bekenntnis (hg. v. Heiner Faulenbach u. Wilhelm H. Neuser). 2006.